# Give That Wolf a Banana
A Give That Wolf a Banana (magyarul: Adj egy banánt annak a farkasnak) a Subwoolfer norvég duó dala, mellyel Norvégiát képviselték a 2022-es Eurovíziós Dalfesztiválon Torinóban. A dal 2022. február 19-én, a norvég nemzeti döntőben, a Melodi Grand Prixben megszerzett győzelemmel érdemelte ki a dalversenyen való indulás jogát.

## Eurovíziós Dalfesztivál
2022. január 10-én vált hivatalossá, hogy a duó alábbi dala is bekerült a Melodi Grand Prix elnevezésű norvég nemzeti döntő mezőnyének automatikus döntősei közé. A dalt először január 29-én, a MGP harmadik elődöntőjében adták volna elő, de az adás előtt pár nappal pozitív eredményt mutatott PCR tesztjük, így egy héttel később, február 5-én adták elő. A február 19-i döntőben a duó dalát választották ki a nézők, amellyel képviselik Norvégiát az Eurovíziós Dalfesztiválon.
A dalnak Valentin nap alkalmából megjelent egy változata Give That Wolf a Romantic Banana címmel.
A dalfesztivál előtt Barcelonában, Londonban, Amszterdamban és Madridban, eurovíziós rendezvényeken népszerűsítették versenydalukat.
Az Eurovíziós Dalfesztiválon a dalt először a május 10-én rendezett első elődöntőben adták elő fellépési sorrend szerint tizenhatodikként a Görögországot képviselő Amanda Georgiadi Tenfjord Die Together című dala után és az Örményországot képviselő Rosa Linn Snap című dala előtt. Az elődöntőből hatodik helyezettként sikeresen továbbjutottak a május 14-i döntőbe, ahol fellépési sorrendben hetedikként léptek fel, a Franciaországot képviselő Alvan & Ahez Fulenn című dala után és az Örményország képviselő Rosa Linn Snap című dala előtt. A szavazás során a zsűri szavazáson összesítésben tizenhetedik helyen végeztek 36 ponttal, míg a nézői szavazáson hetedik helyen végeztek 146 ponttal, így összesítésben 182 ponttal a verseny tizedik helyezettjei lettek.
A következő norvég induló Alessandra Queen of Kings című dala volt a 2023-as Eurovíziós Dalfesztiválon.

## Dalszöveg
And before that wolf eats my grandma

Give that wolf a banana

Give that wolf

És mielőtt az a farkas megeszi a nagymamám

Adj egy banánt annak a farkasnak

Adj annak a farkasnak